# Gustaf Göranson

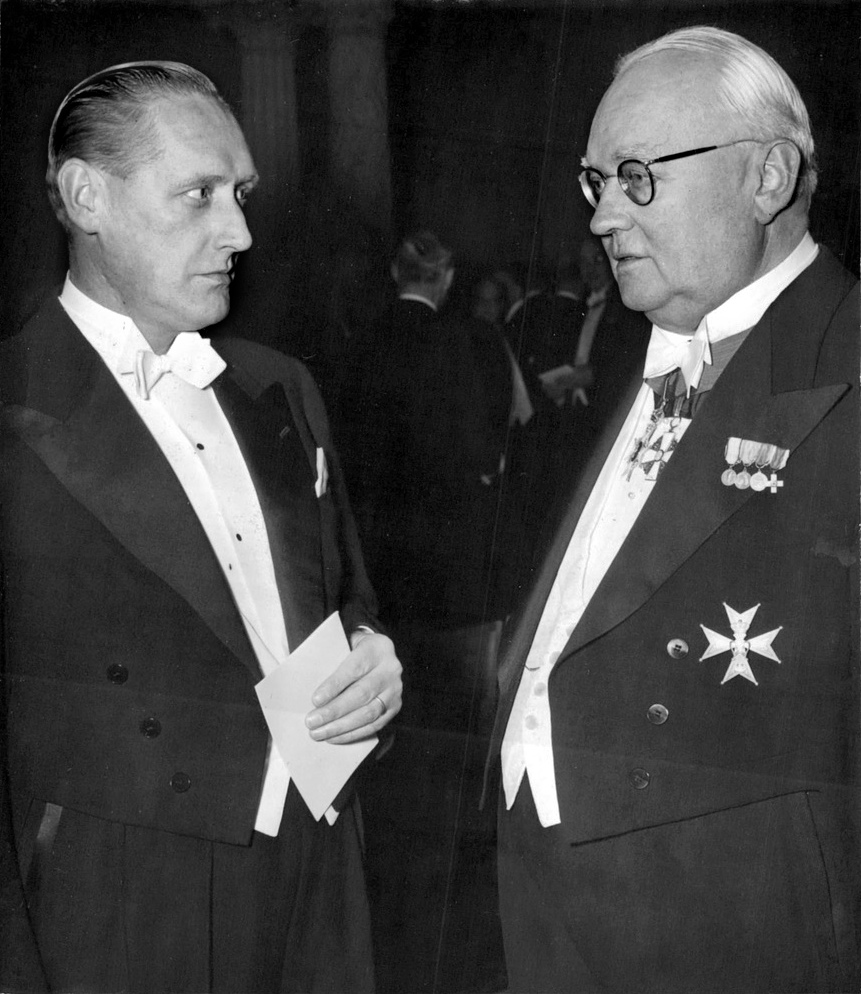
Gustaf Göranson (till höger) i samspråk med handelsminister John Ericsson.

Gustaf Julius Göranson, född 22 juni 1886 i Linköping, död 29 juni 1959 i Stockholm, var en svensk industriman.
Gustaf Göransson var son till disponenten Göran Oskar Göransson och svärson till August Enhörning. Han avlade mogenhetsexamen vid Norrköpings högre allmänna läroverk 1904 och studerade därefter vid Göteborgs handelsinstitut 1904-1905. Därefter bedrev Göranson språk- och handelsstudier i Storbritannien, Tyskland och Frankrike 1905-1908. Efter flera kortare anställningar blev han 1911 anställd vid J A Enhörnings trävaru AB i Sundsvall och blev 1915 disponent och försäljningschef för företaget. 1926-1929 var Göranson VD för J A Enhörnings trävaru AB och blev därefter VD för Munksunds AB 1930-1935. Han blev 1936 brittisk vicekonsul i Sundsvall och var 1936-1947 VD för Svenska Cellulosa AB:s dotterbolag bland annat Skönvik och Svartvik. 1947-1950 var Göranson VD för Svenska Cellulosa AB och 1950-1955 ordförande i bolagsstyrelsen.
Därtill var Göranson ledamot av 1936 års sakkunniga för utredning om lagstiftning förande föroreningar i vatten och luft, av 1937 års sakkunniga för utredning rörande Västernorrlands läns försörjningsmöjligheter, av 1941 års kommitté för ordnande av statens isbrytningsverksamhet, ordförande i Svenska trävaruexportföreningen från 1941, i Västernorrlands och Jämtlands läns handelskammaren från 1942 samt i Ljunga och Gimå älvars flottningsföreningar, i AB Svenska handelsbankens provinscentral i Sundsvall. Göransson erhöll Västernorrlands skytteförbunds guldmedalj och Västernorrlands sångarförbunds guldmedalj.